# 1942: The Pacific Air War
1942: The Pacific Air War — компьютерная игра в жанре авиасимулятор, разработанная и выпущенная компанией MicroProse на платформе DOS в 1994 году, а 1 апреля 2015 года состоялся выход игры в Steam. Игроку предлагается принять участие в сражениях Второй мировой войны, которые происходили в тихоокеанском театре военных действий между США и Японией с 1942 по 1945 год.
Популярность игры обусловила создание продолжения: European Air War.

## Игровой процесс
В игре присутствуют воздушные, наземные и морские сражения тихоокеанского театра военных действий. Игрок может выполнять боевые задания за США и Японию. Суть заданий заключается в освобождении территории, защите территории или уничтожении определённой цели.
В 1942: Pacific Air War присутствуют режимы авиасимулятора и варгейма. Игрок может выполнить одно боевое задание или участвовать в военной кампании.
В режиме кампании игрок должен управлять флотами и базами воздушных войск на стратегической карте. Данный режим представляет собой доработанную версию игры Task Force 1942. В ходе воздушного боя, игрок может принять на себя управление любым участвующим в бою самолётом. Присутствует значительное число точек обзора, в том числе режим «виртуальной кабины». Всего в игре присутствует 10 управляемых игроком моделей самолётов.
Обозревателями отмечался достаточно высокий уровень реализма игры: историческая достоверность, моделирование отдельных элементов полёта (например, перегрузок), погодных условий (в том числе слепящего солнца), графические эффекты.
В игре также присутствует обладающий значительными функциональными возможностями редактор записей полётов, который позволяет создать фильм о выполнении боевого задания. Игрок может использовать любое число камер, расположенных в любом месте на поле боя. Имеются функции монтажа. Данный инструмент позволял игрокам делиться записями боёв.
Присутствует возможность многопользовательской игры через LAN или модем.

## Издания
В 1995 году было выпущено дополнение 1942: The Pacific Air War Scenario, включавшее дополнения к сценариям, 6 новых самолётов, театры военных действий на Филиппинах и Новой Гвинее, 200 заданий для игры по модему и 300 заданий для одиночной игры. Также было выпущено «золотое» издание игры 1942: The Pacific Air War Gold на CD-ROM с поддержкой Windows 3.1 для мультимедийных дополнений, включавших лётное руководство и сведения о самолётах.

## Восприятие
| Сводный рейтинг    | Сводный рейтинг |
| Агрегатор          | Оценка          |
| ------------------ | --------------- |
| MobyRank           | 85/100          |
| Иноязычные издания |                 |
| Издание            | Оценка          |
| AllGame            | [ 3 ]           |
| PC Gamer (UK)      | 93/100          |
| PC Gamer (US)      | 95/100          |

Обозреватель американской версии журнала PC Gamer отмечал в числе достоинств игры графическое исполнение, возможность тактического вмешательства в битву авианосцев, внимание к деталям; в числе недостатков назывались высокие системные требования и слабые звуковые эффекты. В целом оценка игры была высокой. Аналогичной была и рецензия в британской версии журнала.